# Pleurozia paradoxa
Pleurozia paradoxa är en bladmossart som först beskrevs av J.B.Jack, och fick sitt nu gällande namn av Victor Félix Schiffner. Pleurozia paradoxa ingår i släktet Pleurozia och familjen Pleuroziaceae. Inga underarter finns listade i Catalogue of Life.